# Puchar Świata w Rugby 2015 (składy)

Uczestnicy Pucharu Świata 2015

Artykuł grupuje składy reprezentacji na Puchar Świata w Rugby 2015, który odbył się w Anglii w dniach 18 września–31 października 2015 roku.
Każda reprezentacja uczestnicząca w turnieju mogła wystawić drużynę składającą się z trzydziestu jeden zawodników. Termin przesyłania składów do World Rugby upływał 31 sierpnia 2015 roku. Po tym terminie zgłoszony gracz mógł być zastąpiony za zgodą World Rugby jedynie w przypadku kontuzji. Raz zastąpiony zawodnik nie mógł ponownie zagrać w turnieju, a zastępujący go gracz uprawniony był do wzięcia udziału w meczu po upływie 48 godzin.

## Grupa A

### Anglia
Skład gospodarzy 27 sierpnia ogłosił trener Stuart Lancaster. Podczas turnieju miejsce kontuzjowanego Billy’ego Vunipoli zajął Nick Easter.

### Australia
Trener Michael Cheika ogłosił trzydziestojednoosobowy skład 21 sierpnia 2015 roku. Podczas turnieju miejsce kontuzjowanych Wycliffa Palu i Willa Skeltona zajęli Sam Carter i James Hanson.

### Fidżi
Trener John McKee ogłosił trzydziestojednoosobowy skład 21 sierpnia 2015 roku. Podczas turnieju miejsce kontuzjowanych Waisea Nayacalevu i Isei Colati zajęli odpowiednio Timoci Nagusa i Taniela Koroi.

### Urugwaj
Trener Pablo Lemoine ogłosił trzydziestojednoosobowy skład 30 sierpnia 2015 roku.

### Walia
Trener Warren Gatland ogłosił trzydziestojednoosobowy skład 31 sierpnia 2015 roku. Jeszcze przed turniejem wykluczeni z powodu urazów Rhys Webb i Leigh Halfpenny zostali zastąpieni przez Mike’a Phillipsa i Eli Walkera. Kilka dni później także Walker doznał kontuzji, a jego miejsce zajął Ross Moriarty. Podczas turnieju miejsce kontuzjowanego Cory’ego Allena zajął Tyler Morgan, następnie James Hook i Gareth Anscombe zastąpili Scotta Williamsa i Hallama Amosa, a przed fazą pucharową Walker powrócił do składu za Liama Williamsa.

## Grupa B

### Japonia
Trener Eddie Jones ogłosił trzydziestojednoosobowy skład 31 sierpnia 2015 roku.

### RPA
Trener Heyneke Meyer ogłosił trzydziestojednoosobowy skład 28 sierpnia 2015 roku. Podczas turnieju miejsce kontuzjowanego Jeana de Villiersa zajął Jan Serfontein.

### Samoa
Trener Stephen Betham ogłosił trzydziestojednoosobowy skład 11 sierpnia 2015 roku. Jeszcze przed turniejem z powodu kontuzji Faʻatiga Lemalu został zastąpiony przez Faifili Levave, a Logoviʻi Mulipola przez Censusa Johnstona.

### Szkocja
Trener Vern Cotter ogłosił trzydziestojednoosobowy skład 1 września 2015 roku. Jeszcze przed turniejem Stuart McInally z powodu urazu został zastąpiony przez Kevina Bryce’a, podczas zawodów miejsce kontuzjowanych Granta Gilchrista i Ryana Granta zajęli zaś odpowiednio Blair Cowan i Rory Sutherland.

### USA
Trener Mike Tolkin ogłosił trzydziestojednoosobowy skład 1 września 2015 roku. Jeszcze przed turniejem Scott LaValla z powodu kontuzji został zastąpiony przez Matta Trouville’a.

## Grupa C

### Argentyna
Trener Daniel Hourcade ogłosił trzydziestojednoosobowy skład 16 sierpnia 2015 roku, trzy dni później Juan Pablo Orlandi zastąpił mającego problemy z sercem Matíasa Díaza. Podczas turnieju miejsce kontuzjowanych Nahuela Tetaza Chaparro i Marcosa Ayerzy zajęli odpowiednio Juan Figallo i Santiago García Botta.

### Gruzja
Trener Milton Haig ogłosił trzydziestojednoosobowy skład 1 września 2015 roku. Podczas turnieju miejsce kontuzjowanego Dawita Kubriaszwiliego zajął Anton Peikriszwili.

### Namibia
Trener Phil Davies skład reprezentacji ogłosił 27 sierpnia 2015 r.

### Nowa Zelandia
Trener Steve Hansen ogłosił trzydziestojednoosobowy skład 30 sierpnia 2015 roku. Podczas turnieju miejsce kontuzjowanego Tony’ego Woodcocka zajął Joe Moody, a przed finałem do składu za Wyatta Crocketta został dokooptowany Pauliasi Manu.

### Tonga
Trener Mana Otai ogłosił trzydziestoosobowy skład 18 sierpnia 2015 roku – nazwisko jednego zawodnika miało być podane w późniejszym terminie, nastąpiło to 31 sierpnia.

## Grupa D

### Francja
Trener Philippe Saint-André ogłosił trzydziestojednoosobowy skład 23 sierpnia 2015 roku. Podczas turnieju miejsce kontuzjowanego Yoanna Hugeta zajął Rémy Grosso.

### Irlandia
Trener Joe Schmidt ogłosił trzydziestojednoosobowy skład 1 września 2015 roku. Podczas turnieju miejsce kontuzjowanych Petera O’Mahony'ego i Paula O’Connella zajęli odpowiednio Rhys Ruddock i Mike McCarthy, za Jareda Payne’a nie zostało zaś wyznaczone zastępstwo.

### Kanada
Trener Kieran Crowley ogłosił trzydziestojednoosobowy skład 26 sierpnia 2015 roku. Jeszcze przed turniejem Jason Marshall z powodu kontuzji został zastąpiony przez Jake’a Ilnickiego. Podczas turnieju miejsce kontuzjowanych Liama Underwooda i Connora Braida zajęli odpowiednio James Pritchard i Patrick Parfrey.

### Rumunia
Trener Lynn Howells ogłosił trzydziestojednoosobowy skład 25 sierpnia 2015 roku. Podczas turnieju miejsce kontuzjowanego Ovidiu Tonițy zajął Vlad Nistor.

### Włochy
Trener Jacques Brunel ogłosił trzydziestojednoosobowy skład 24 sierpnia 2015 roku. Jeszcze przed turniejem z powodu kontuzji Angelo Esposito został zastąpiony przez Simone Favaro, a Luca Morisi przez Enrico Bacchina. Podczas turnieju miejsce kontuzjowanego Andrei Masiego zajął Michele Visentin, następnie Alberto de Marchi i Andrea Lovotti zastąpili Martina Castrogiovanniego i Michele'a Rizzo, za Gonzalo Garcię nie zostało zaś wyznaczone zastępstwo.